# Herb gminy Krasne (województwo podkarpackie)
Herb gminy Krasne – jeden z symboli gminy Krasne, autorstwa Włodzimierza Chorązkiego, ustanowiony 22 września 2006.

## Wygląd i symbolika
Herb przedstawia na tarczy w polu srebrnym niebiesko-czerwoną kraskę, siedzącą na srebrnej szabli z prawa w skos ze złotą klingą, pod którą czerwony kwiat maku. Kraska nawiązuje do historycznych pieczęci Krasnego i nazwy gminy, mak do przyrody gminy, a szabla do historycznej tradycji noszenia szabli, związanej z włościańską samoobroną z XVII wieku, która przetrwała do II wojny światowej.